# Ваду (Констанца)
Ваду (рум. Vadu) насеље је у Румунији у округу Констанца у општини Корбу. Oпштина се налази на надморској висини од 11 m.

## Становништво
Према подацима из 2002. године у насељу је живело 704 становника, од којих су сви румунске националности.